# (37751) 1997 CH1
1997 CH1 (asteroide 37751) é um asteroide da cintura principal. Possui uma excentricidade de 0.04775670 e uma inclinação de 4.81775º.
Este asteroide foi descoberto no dia 1 de fevereiro de 1997 por Takao Kobayashi em Oizumi.